# Triclistus pailas
Triclistus pailas är en stekelart som beskrevs av Ian D. Gauld och Sithole 2002. Triclistus pailas ingår i släktet Triclistus och familjen brokparasitsteklar. Inga underarter finns listade i Catalogue of Life.